# Kinjite: Forbidden Subjects
Kinjite: Forbidden Subjects (bra Kinjite - Desejos Proibidos) é um filme estadunidense de 1989, do gênero drama de ação policial, realizado por J. Lee Thompson, com roteiro de Harold Nebenzal.

## Elenco
- Charles Bronson ..... Tenente Crowe
- Perry Lopez ..... Eddie Rios
- Juan Fernández ..... Duke
- James Pax ..... Hiroshi Hada
- Peggy Lipton ..... Kathleen Crowe
- Sy Richardson ..... Lavonne
- Marion Kodama Yue ..... Karuko Hada
- Bill McKinney ..... Padre Burke
- Gerald Castillo ..... Capitão Tovar
- Nicole Eggert ..... DeeDee
- Amy Hathaway ..... Rita Crowe
- Kumiko Hayakawa ..... Fumiko Hada
- Michelle Wong ..... Setsuko Hada
- Danny Trejo ... presidiário

## Sinopse
Em Los Angeles, um detetive que age à margem da lei investiga um suspeito de sequestrar e viciar jovens, aliciando-as para o narcotráfico e a prostituição. Para ajudá-lo, a delegacia escala um policial que respondeu processo por estupro.